# Szürkelemezű tintagomba
A szürkelemezű tintagomba (Coprinellus impatiens) a porhanyósgombafélék családjába tartozó, Európában és Észak-Amerikában honos, lombos erdőkben, parkokban élő, nem ehető gombafaj. 

## Megjelenése
A szürkelemezű tintagomba kalapja 2-4 cm széles, alakja fiatalon ovális, később domborúan, végül harangszerűen kiterül. Széle mélyen, majdnem a közepéig barázdált. Világos okkerszínű, a közepe halvány narancsbarna; idősen megszürkül, majd megfeketedik, de más tintagombáktól eltérően nem folyósodik el. 
Húsa vékony, törékeny, világosbarna színű, sérülésre vagy öregen megfeketedik. Szaga és íze nem jellegzetes. 	
Közepesen sűrű lemezei felkanyarodók vagy szabadon állók. Színük fiatalon bézs-krémszínű, később szürke.
Tönkje 4-9 cm magas és 0,2-0,4 cm vastag. Alakja karcsú, hengeres. Színe fehér, felülete selymesen sima.
Spórapora sötétbarna, majdnem fekete. Spórája ellipszid, sima, mérete 9-12 x 5-6 µm. 

### Hasonló fajok
A kerti tintagombával vagy a sereges tintagombával lehet összetéveszteni, de ezek spórája mikroszkóp alatt jól láthatóan kisebb.

## Elterjedése és termőhelye
Európában és Észak-Amerikában honos.
Lombos erdőkben, parkokban él, általában tápanyagban gazdag, meszes talajon. Júniustól novemberig terem.

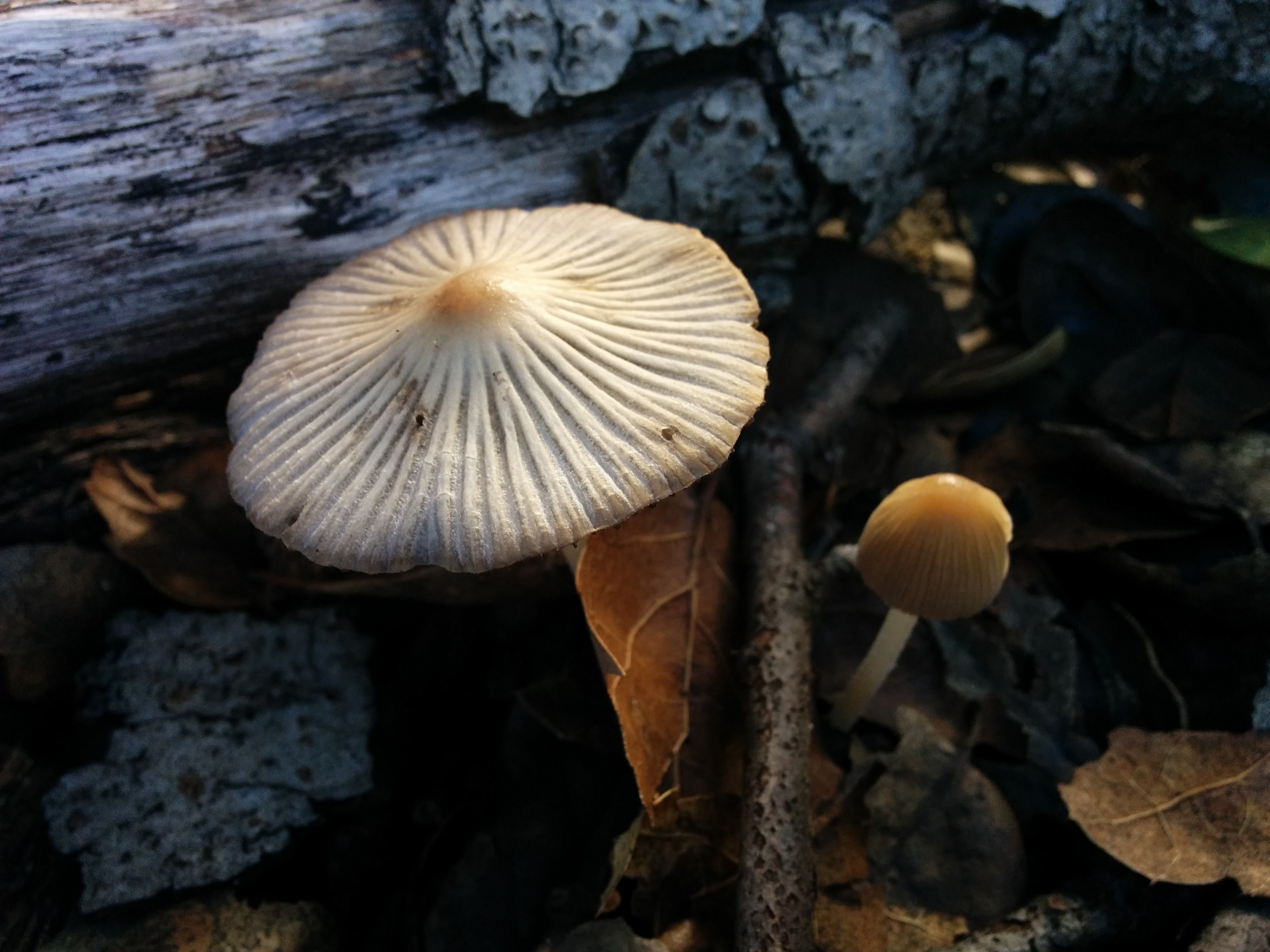
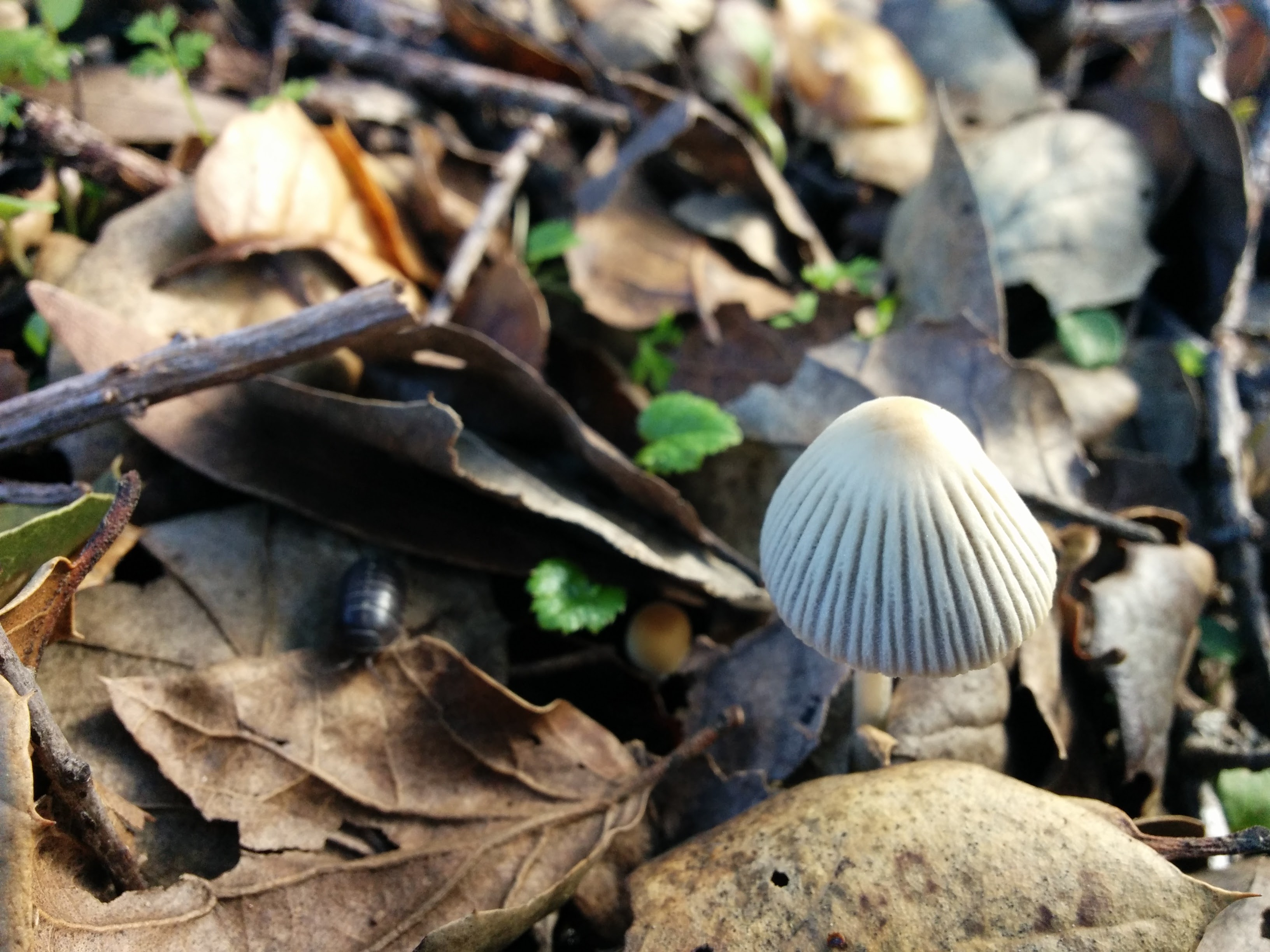
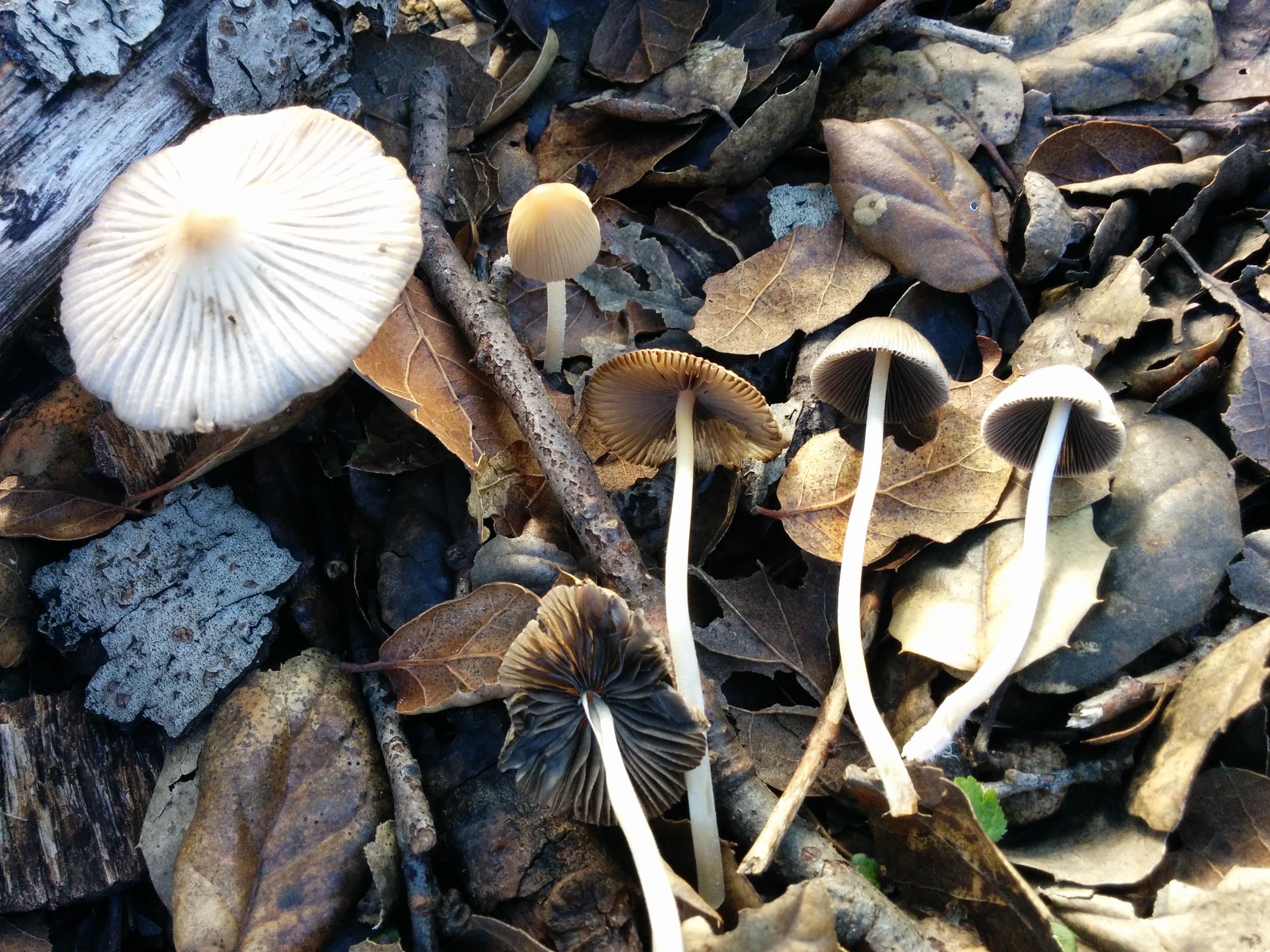

Nem ehető. 